# Красноногая вдовушка
Красноногая вдовушка, или красноногий стальной ткач (лат. Vidua chalybeata), — вид птиц из семейства вдовушковых. Выделяют 6 подвидов.

## Распространение
Обитают в Африке к югу от Сахары. Миграций не совершают.

## Описание
Длина тела 11—12 см.
От других членов рода Vidua представителей вида можно отличить по цвету клюва и ног, оттенку брачного оперения самца, песне, и, в меньшей степени, оперению птенцов и узору на зобе. В зависимости от популяции клюв может быть красный или белый, есть также некоторые региональные отличия в тоне оперения самца.

## Биология
Гнездовые паразиты. Подкладывают яйца в гнёзда обыкновенного амаранта (яйца птицы-хозяина при этом не уничтожают). Питаются семенами и зёрнами.
МСОП присвоил виду охранный статус LC.